# Pont-Croix
 Pont-Croix  (en bretón Pontekroaz) es una población y comuna francesa, situada en la región de Bretaña, departamento de Finisterre, en el distrito de Quimper. Es el chef-lieu del cantón de su nombre.

## Demografía
| 2159 | 2022 | 1885 | 1832 | 1762 | 1670 |
| Para los censos de 1962 a 1999 la población legal corresponde a la población sin duplicidades (Fuente: INSEE [Consultar]) |      |      |      |      |      |